# Madame Sans-Gêne (film, 1941)
Pour les articles homonymes, voir Madame Sans-Gêne (homonymie).
Pour plus de détails, voir Fiche technique et Distribution.
Madame Sans-Gêne est un film français de Roger Richebé sorti en 1941.

## Synopsis
En 1792, une blanchisseuse, Catherine Hubscher, et un militaire, le sergent Lefebvre, sauvent la vie du comte de Neipperg. Dix ans plus tard, Lefebvre et Catherine sont mariés. Lui est à présent maréchal de France et duc de Dantzig, elle est connue pour son franc-parler qui lui vaut le surnom de Madame Sans-Gêne.
Ils croisent de nouveau la route du comte de Neipperg, accusé d'entretenir une liaison avec Marie-Louise d'Autriche et condamné à mort par Napoléon après avoir été arrêté en tentant de revoir l'impératrice une dernière fois avant son départ de France. Pour la deuxième fois, Madame Sans-Gêne sauve le comte de Neipperg en prouvant que sa relation avec l'impératrice n'est pas véridique.

## Fiche technique
- Réalisateur : Roger Richebé, assisté de Jean Feyte
- Scénario : d'après la pièce de théâtre d'Émile Crouzet et Victorien Sardou
- Adaptation : Jean Aurenche, Roger Richebé
- Dialogues Pierre Lestringuez
- Décors : Jacques Krauss
- Photographie : Jean Isnard
- Montage : Raymond Lamy
- Ingénieurs du son : Paul Duvergé, Jean Putel
- Musique : Vincent Scotto
- Cadreur : Charles Suin
- Producteur : Roger Richebé
- Production : La Société des Films Roger Richebé
- Distribution : Les Films Roger Richebé
- Pays d'origine :  France
- Genre : Comédie
- Durée : 100 minutes
- Dates de sortie :  
  - France : 7 octobre 1941
  - Belgique : 11 mai 1945
- Affiches : Georges Dastor, Bernard Lancy, Roger Rojac (France)

## Distribution
- Arletty : Catherine Hubscher, une blanchisseuse qui épouse un sergent qui deviendra maréchal de France, surnommée madame Sans-Gêne pour sa franchise et verdeur de langage
- Aimé Clariond : Fouché, le chef de la police
- Maurice Escande : le comte de Neipperg, un noble autrichien autrefois sauvé par Catherine et le sergent Lefebvre
- Henri Nassiet : le sergent Lefebvre, qui deviendra maréchal de France et duc de Dantzig, le mari de Catherine
- Jeanne Reinhardt : la reine Caroline
- Madeleine Sylvain : la princesse Élisa
- Albert Dieudonné : Napoléon Ier
- Geneviève Auger : l'impératrice Marie-Louise
- Mona Dol : madame de Bülow
- Ror Volmar : la chanteuse
- André Carnège : Savary
- Paul Amiot : Maximilien de Robespierre
- Robert Vattier : Jasmin
- Alain Cuny : Roustan
- Léon Walther : Despréaux

## Tournage
Prévu pour septembre 1939, le tournage fut reporté en raison de la déclaration de guerre. Il faut attendre le mois de mai 1941 pour qu'il ait lieu, mais avec une pellicule noir et blanc, alors que la couleur était initialement prévue, en raison des pénuries.